# Oh Sang-hun
Oh Sang-hun (kor.오상훈; ur. 29 października 1990) – południowokoreański zapaśnik walczący w stylu klasycznym. Zajął 29 miejsce na mistrzostwach świata w 2014. Mistrz Azji w 2017. Trzeci na MŚ juniorów w 2008 roku.